# Jesús Ángeles Contreras
Jesús Ángeles Contreras är en ort i Mexiko.   Den ligger i kommunen Mineral de la Reforma och delstaten Hidalgo, i den sydöstra delen av landet, 80 km nordost om huvudstaden Mexico City. Jesús Ángeles Contreras ligger 2 359 meter över havet och antalet invånare är 188.
Terrängen runt Jesús Ángeles Contreras är kuperad norrut, men söderut är den platt. Runt Jesús Ángeles Contreras är det mycket tätbefolkat, med 1 135 invånare per kvadratkilometer. Närmaste större samhälle är Pachuca de Soto, 5,1 km norr om Jesús Ángeles Contreras. Omgivningarna runt Jesús Ángeles Contreras är i huvudsak ett öppet busklandskap.